# Higashikagawa
Higashikagawa (wörtlich: Ost-Kagawa; japanisch 東かがわ市 Higashikagawashi) ist eine Stadt in der Präfektur Kagawa in Japan.

## Geschichte
Die Stadt entstand am 1. April 2003 durch die Vereinigung der drei Chō des Ostteiles des früheren Landkreises Ōkawa: Hiketa (引田町, -chō), Shirotori (白鳥町, -chō) und Ōchi (大内町, -chō). Der Landkreis Ōkawa hörte damit auf zu bestehen.

## Persönlichkeiten
- Nambara Shigeru (1889–1974), Politikwissenschaftler

## Verkehr
- Zug:
  - JR Kōtoku-Linie
- Straße:
  - Takamatsu-Autobahn
  - Nationalstraße 11: nach Tokushima und Matsuyama
  - Nationalstraße 318,377

## Angrenzende Städte und Gemeinden
- Sanuki
- Naruto
- Awa